# 五孔洞神話
五孔洞神話（達悟語：kavavatanen Jikaraem），是台灣達悟族的取火神話，傳說一對達悟族兄弟從居住在五孔洞裡的魔鬼（Anito，也可以說幽靈、善靈）那裡得到了火，並學習了火的使用方法。

## 地點
五孔洞是位於蘭嶼北方的一系列海蝕洞，當地人分別給每個洞口不同的名稱，第一個洞為vaRai no volai，意思是是蛇窩，第二個洞是族人休息的地方，第三洞為「相撲洞」，源自傳說中朗島部落與椰油部落若有衝突時會在此角力相撲分勝負，第四個不知名，第五個則稱之為Pangsangsadan，意思為杵小米之地，傳說附近村莊的老人常在此洞打小米，但這裡也被稱為「惡靈之窩」，婦女孩童不宜久留。

## 傳說
傳說過去紅頭部落的石生人祖先，要自己的兩個孫子去找食物，孫子找了一整天沒有收穫，在五孔洞附近就地休息，發現洞裡有光亮著，他們走進一看，發現有個女鬼正拿著「會發亮的木材」在岸邊抓螃蟹、撿貝類，他們上前去跟女鬼攀談，並且詢問那是甚麼東西，女鬼便要他們進去洞裡找她祖父。洞裡有很多鬼在唱歌跳舞，他們的臉色和身體看起來很可怕，但其中的老祖父不僅歡迎兩兄弟的到來，還親自教導他們火的使用方法（煮食物、照明等）與注意事項（會燒傷人），並且帶著他們參觀五孔洞，五孔洞裡有許多達悟族當時還沒有的風俗文化，如蓋房子、工作房與涼臺、造船、織布、劈柴、打小米、採芋頭或地瓜、宰殺家畜、耕種、收割、舉行慶典等，這些日後都成為了達悟族重要的生活文化。
後來，兩兄弟要離開時，跟鬼借了一把火，但火在回到部落前就熄滅了，他們又回去借，老祖父便教他們用乾樹枝讓火繼續燒的方法，他們才成功把火帶回部落，並且用剛得到的火幫家人煮食物。

### 其他版本
另有版本的傳說認為兩兄弟是來自Jipaptok山（石生人被天神丟到的山）在天上其中一個太陽變成月亮之後，因為無法煮熟食物，導致他們的父母生病想喝開水而出門尋找，並且受五孔洞的鬼送了火把後回到家裡煮水，終於治好了父母，從此以後達悟族在舉辦任何祭典時都會為魔鬼準備一份供品；也有找到火的人不是兄弟，而是兩位女性，她們也在五孔洞逗留五天左右、並且族人還在日後發明鑽木取火的說法；另外有版本的取火傳說跟五孔洞完全無關，火是祖先無意間鑽木而取得的、或是在大洪水退去、族人下山時，不小心踩到一個未穩固的石頭，石頭滾下去砸到樹而得到了冒煙的木炭，而最先得到火的朗島部落也藉此發現了飛魚。